# Миндлин, Захар Львович
Захар Львович (Залкинд Лейбович) Миндлин (18825-1958)— советский государственный деятель. 

## Биография

### Ранний период
Сын торговца. Еврей. 
В 1906 году закончил гимназию в Петербурге, а в 1912 году закончил юрфак Петербургского университета. 
В 1904-1920 годах — активист местных ячеек Бунда и коммунистического Бунда.

### Карьера
В 1912—1916 годах — помощник присяжного поверенного в Петрограде. 
В 1916—1919 годах — делопроизводитель Отдела помощи беженцам Союза городов, заместитель заведующего отделом статистики труда районного экономического комитета (Москва).
В 1919—1920 годах — инструктор Союза городских кооперативов (Киев).
В 1920—1921 годах — инструктор ВСНХ (Минск).
В 1921—1922 годах — заместитель заведующего еврейским отделом Наркомата по делам национальностей РСФСР. 
С июня по август 1922 года и с декабря 1922 года по январь 1924 года — председатель Государственной плановой комиссии КАССР. 
В 1924–1930 годах — учёный секретарь Государственной плановой комиссии СССР. 
В 1930—1937 годах — начальник отдела Центрального управления народно-хозяйственного учета Государственной плановой комиссии СССР.
В 1933 году — профессор.
С октября 1937 года — старший экономист городского управления народно-хозяйственного учета (Москва). 
С июня по декабрь 1941 года служил рядовым в Красной Армии.
В 1941–1942 годах — завотделом районной плановой комиссии (Красноуфимск).
В 1942–1952 годах — начальник сводного сектора, старший экономист сектора труда городского статистического управления (Москва). 
С июля 1952 — научный сотрудник Института глазных болезней им. Г. Гельмгольца.
Скончался в Москве. Похоронен на Новом Донском кладбище города Москвы, в родственном захоронении на участке возле колумбария 11.
Дочь Миндлин Софья Захаровна (1924-2023) – ведущий научный сотрудник Института молекулярной генетики Академии наук СССР, доктор биологических наук.